# The Devil You Know
A The Devil You Know egy heavy metal album a brit Heaven and Hell zenekartól, amely 2009. április 28-án jelenik meg. Az album felvételei 2008-ban zajlottak. A lemezt a zenekar Mike Exeter társaságában producerelte. Heaven and Hell néven ez az első albumuk, azonban már korábban adtak ki lemezeket, de akkor még Black Sabbath néven. Az album első kislemeze, a "Bible Black", 2009. március 31-én jelent meg. A lemez, Japánban már 4 nappal korábban, április 24-én megjelent. Az album a Billboard lista 8. helyén debütált.

## Az album dalai
1. "Atom and Evil" – 5:15
2. "Fear"– 4:48
3. "Bible Black"– 6:29
4. "Double the Pain"– 5:25
5. "Rock and Roll Angel"– 6:25
6. "The Turn of the Screw"– 5:02
7. "Eating the Cannibals"– 3:37
8. "Follow the Tears"– 6:12
9. "Neverwhere"– 4:35
10. "Breaking Into Heaven"– 6:53
11. "I (élő)" (bónusz) – 6:30
12. "Die Young (élő)" (bónusz) – 6:46

## Közreműködők
- Ronnie James Dio – ének
- Tony Iommi – gitár
- Geezer Butler – basszusgitár
- Vinny Appice – dob